# Cypripedium Victoria
Cypripedium Victoria — первичный искусственный гибрид рода Cypripedium семейства Орхидные.
Используется в качестве декоративного садового растения.

## Биологическое описание
Высота 35—40 см, по другим данным 45—55 см. Кремово-жёлтая губа окружена зеленовато-жёлтыми листочкам околоцветника, расписанными красно-коричневым рисунком. Цветение во второй половине мая.
Cypripedium Victoria легко спутать с Cypripedium Inge (Cyp. fasciolatum × Cyp. parviflorum var. parviflorum, Frosch 2003), который является её уменьшенной «версией».

## В культуре
Зоны морозостойкости: 4—8.